# Гарволін
Гарво́лін (пол. Garwolin) — місто в східній Польщі, на річці Вільга, притоці Вісли.
Адміністративний центр Гарволінського повіту Мазовецького воєводства.

## Демографія
- Піраміда віку мешканців Гарволіна в 2014 році[3].

Демографічна структура станом на 31 березня 2011 року:

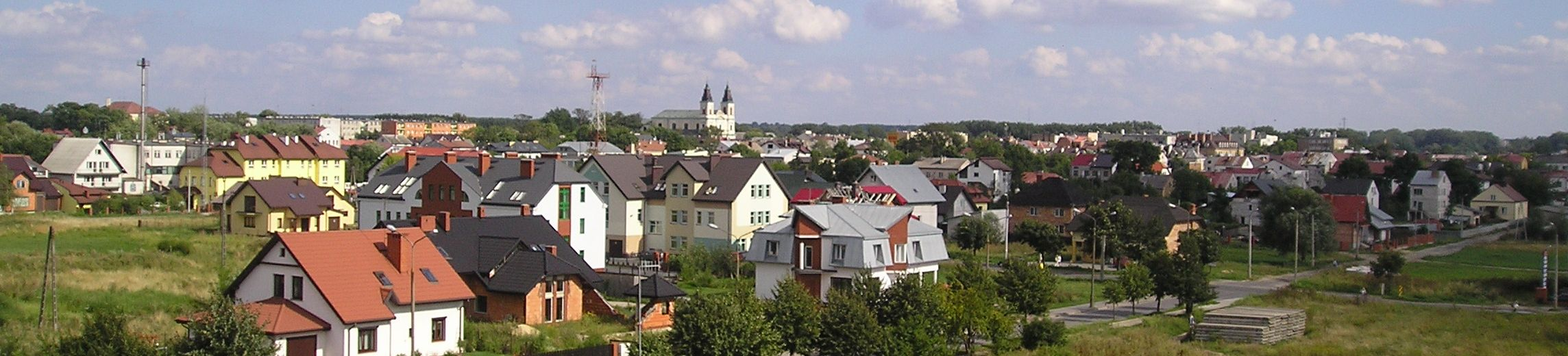
Панорама міста

|          | Загалом | Допрацездатний вік | Працездатний вік | Постпрацездатний вік |
| -------- | ------- | ------------------ | ---------------- | -------------------- |
| Чоловіки | 8175    | 1846               | 5610             | 719                  |
| Жінки    | 8824    | 1811               | 5255             | 1758                 |
| Разом    | 16999   | 3657               | 10865            | 2477                 |